# Elena Drozina
Elena Drozina (Trieste, 15 giugno 1978) è una pallavolista italiana.
Gioca nel ruolo di palleggiatrice nella Vesuvio Oplonti Volley in Serie C campana.

## Carriera
Dal 1997 al 1999 è in forze al Bergamo, squadra con la quale vince il campionato italiano nella prima stagione e nella seconda, arriva sul tetto d'Europa vincendo la Coppa dei Campioni, battendo in finale le turche del VakıfBank con un netto 3 a 0. Con le lombarde conquista anche una Coppa Italia e due Supercoppe italiane. Nella stagione 1999-2000 passa al Volley Vigevano, non ottenendo i risultati sperati; ritorna quindi un altro anno con Bergamo, concludendo il campionato con un 3º posto e 2 finali (una CEV e una di Champions) perse. Nella stagione 2005-2006 vince la sua prima Coppa Italia di Serie A2 con la River Rivergaro di Piacenza. Bissa lo stesso titolo qualche anno dopo con il Loreto.
Dal 2014 al 2016 è una giocatrice della Libertas Aversa, in provincia di Caserta. Nella stagione 2016-2017 dopo anni in categorie nazionali, disputa e vince il campionato nella Phoenix Normanni in Serie D campana. Nel 2017 è in forza alla squadra di Nola Città dei Gigli. Dal 2021 fa parte della Vesuvio Oplonti Volley, compagine campana in forza in serie C.

## Palmarès

### Club
- Champions League: 1

1998-99
- Campionato italiano: 1

1997-98
- Coppa Italia: 1

1997-98
- Supercoppa italiana: 2

1997, 1998
- Coppa Italia di Serie A2: 2

2005-06, 2011-12